# 高尾市
高尾市（たかおし）という市は存在しない。
- 高雄市 - 台湾の大都市。
- 東京都の高尾山とその周辺の地域は、独立した市ではなく八王子市の一部である（旧浅川町）。